# Simone de Nigro Pasqua
Simone Pasqua (Taggia, 17 de novembro de 1492 - Roma, 4 de setembro de 1565), foi um cardeal do século XVI.

## Biografia
Nasceu em Taggia em 17 de novembro de 1492. Filho de Galeazzo Pasqua e Pellegrina Stella. Ele tinha um irmão gêmeo, Stefano. Ele também está listado como de Nigro Pasca; como Di Negro Pasqua; e como Simeone dei Nigeri ou Nigris.
Estudou medicina, filosofia, teologia e foi latinae et graece doctus
Clérigo de Gênova. Embaixador do papa na República de Gênova. Embaixador do Papa na Inglaterra para felicitar o Rei Felipe II da Espanha pelo seu casamento com a Rainha Maria I da Inglaterra. Médico do Papa Pio IV, que o conhecia desde a infância.
Eleito bispo de Luni-Sarzana, 14 de fevereiro de 1561. Consagrado (nenhuma informação encontrada). Participou do Concílio de Trento, 1562-1563; chegou à cidade em 1º de dezembro de 1561.
Criado cardeal sacerdote no consistório de 12 de março de 1565; recebeu o chapéu vermelho e o título de S. Sabina, em 15 de maio de 1565. Optou pelo título de S. Pancrazio, em 4 de setembro de 1565.
Morreu em Roma 4 de setembro de 1565, no Palácio Apostólico, Roma. Sepultado na igreja de S. Pancrazio, Roma; um ano depois, seus restos mortais foram transferidos para Gênova e sepultados no túmulo de sua família na igreja franciscana de S. Maria della Pace